# Pietro Germi
Pietro Germi (Genova, 1914. szeptember 14. – Róma, 1974. december 5.) Oscar-díjas olasz színész, forgatókönyvíró és filmrendező. 

## Élete és pályafutása
Genovában született, alsó középosztálybeli családban. Mielőtt végleg eljegyezte magát a színészettel, kifutófiú volt, és rövid ideig tengerészeti iskolába is járt. A színészetet és a rendezést Rómában tanulta. Már tanulmányai során is színészkedett, dolgozott segédrendezőként, és alkalmanként írt is, hogy ezzel tartsa el magát. 
Rendezőként 1945-ben debütált az Il testimone című filmmel. Korai munkái – többek között ez is – magukon viselték az olasz neorealizmus stílusjegyeit. Ezek a filmek többnyire a szicíliaiak szociális helyzetével, drámai sorsával foglalkoztak.
A társadalmi drámáktól később a szatirikus komédiák felé fordult, de megőrizte a szicíliaiak iránti szeretetét. A hatvanas években világsikert ért el többek között a Válás olasz módra (Divorzio all'italiana), az Elcsábítva és elhagyatva (Sedotta e abbandonata) és a Hölgyek és urak (Signore e Signori) című filmjeivel. A Válás olasz módra mind a rendezésért, mind a forgatókönyvért Oscar-jelölést kapott, és végül is az utóbbi kategóriában nyert. 1966-ban a Hölgyek és urak elnyerte a cannes-i fesztivál nagydíját.
Az 1968-ban Adriano Celentano főszereplésével készült Serafino című filmje 1969-ben a Moszkvai Nemzetközi Filmfesztivál aranydíját kapta. Valamennyi általa rendezett film forgatókönyvének írásában közreműködött, és néhány munkájában színészként is szerepelt. 
1974. december 5-én májgyulladás következtében hunyt el Rómában.

## Filmjei
- Il testimone (1945)
- Elveszett ifjúság (1947)
- A jog nevében (1948)
- A remény ösvényei (1950)
- Against the Law (1950)
- La città si difende (1951)
- Az elnökasszony (1952)
- Il brigante di Tacca del Lupo (1952)
- Gelosia (Féltékenység) (1953)
- Amori di mezzo secolo (1953, episode 2)
- A vasutas  (1955)
- L'uomo di paglia (1957)
- Gyilkossági ügy (1959)
- Válás olasz módra (1961)
- Elcsábítva és elhagyatva (1963)
- Signore e signori (Hölgyek és urak) (1965)
- L'immorale (1966)
- Serafino (1968)
- Le castagne sono buone (1970)
- Alfredo, Alfredo (1972)